# Cymodocella cancellata
Cymodocella cancellata är en kräftdjursart som beskrevs av Barnard 1920. Cymodocella cancellata ingår i släktet Cymodocella och familjen klotkräftor. Inga underarter finns listade i Catalogue of Life.